# Lekstuga

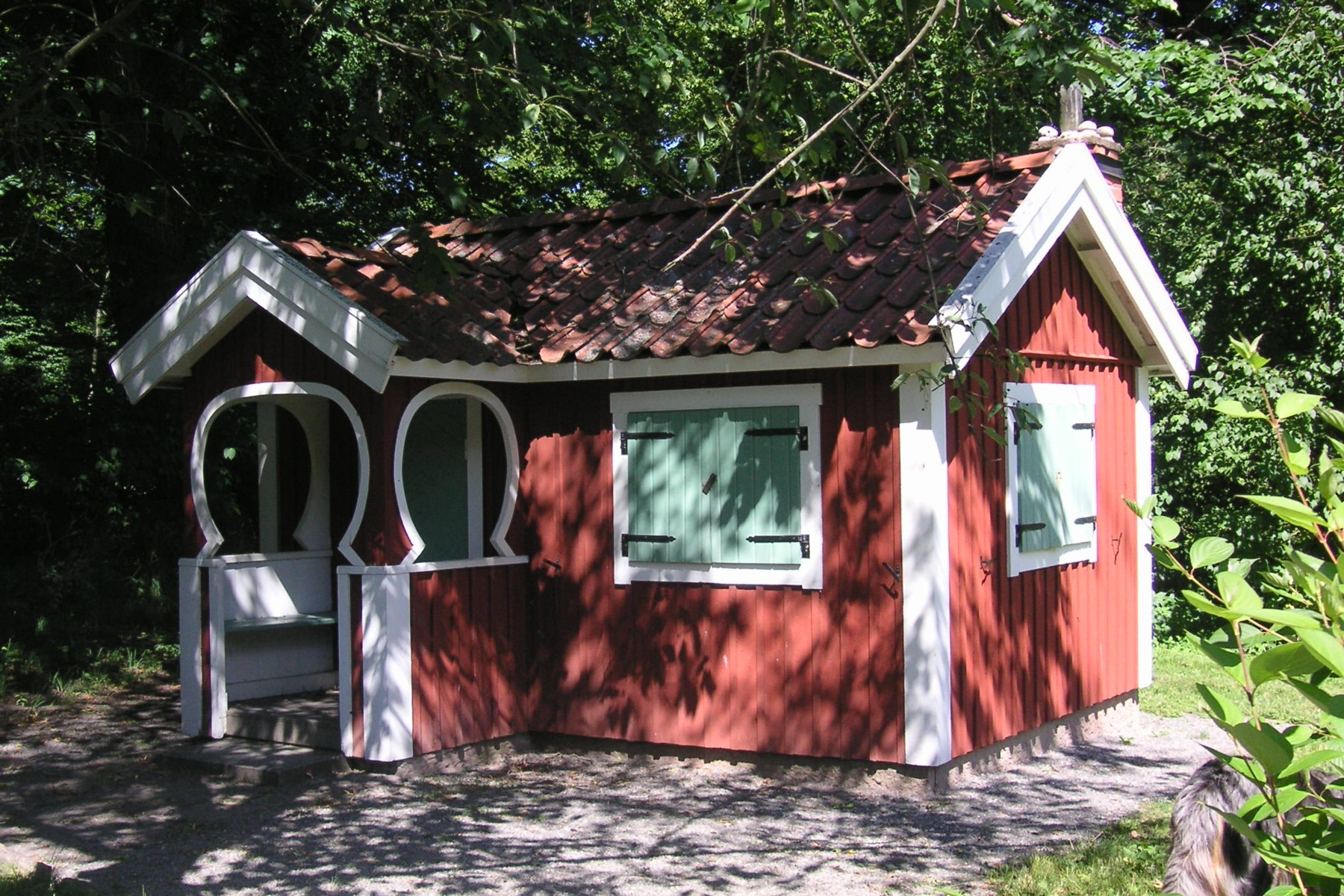
Hagasessornas lekstuga vid Haga slott. Denna lekstuga är skyddad som statligt byggnadsminne.

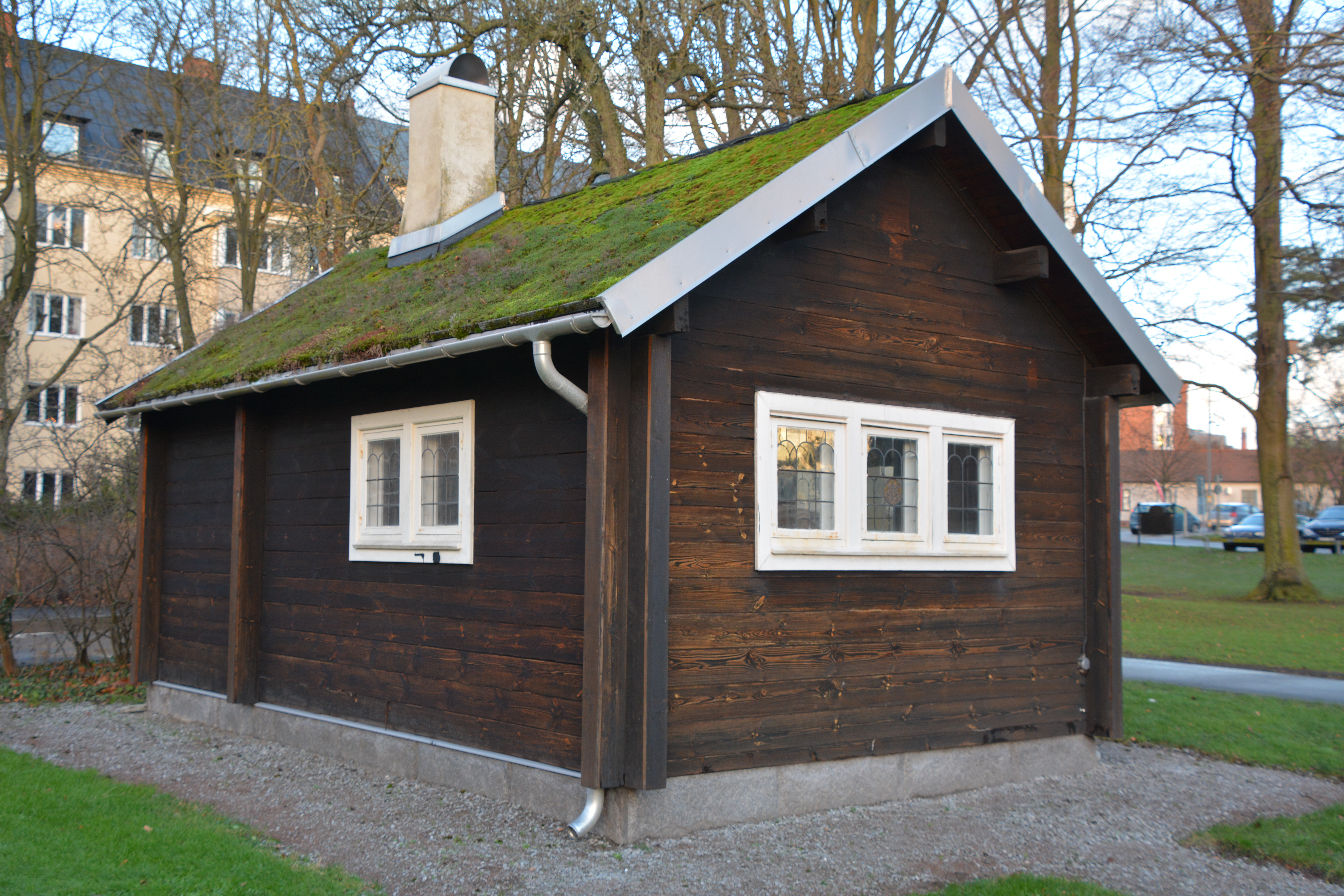
Blendas stuga, vid Quennerstedtska villan i Lund, uppförd 1904

Lekstuga är ett litet hus för barn att leka i.

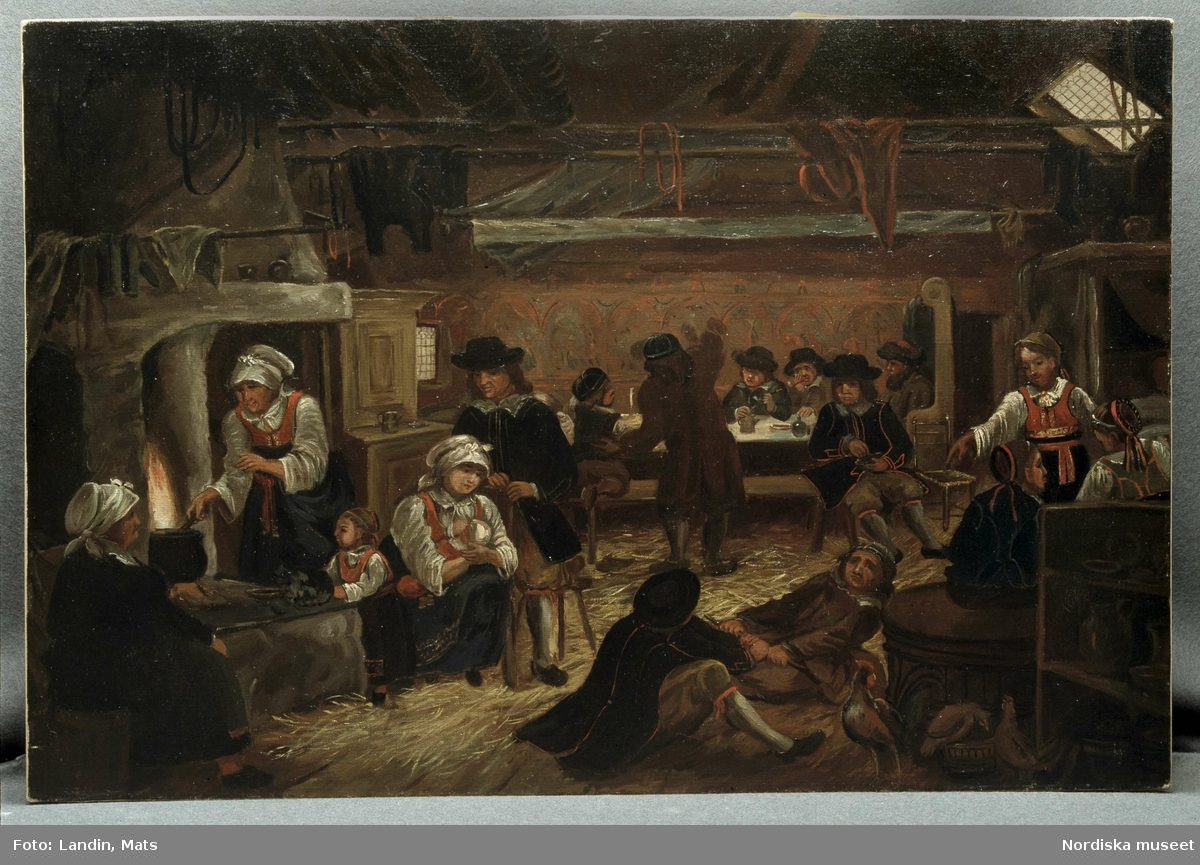
Dragkamp i julhalmen på golvet var en lek i bondesamhällets lekstuga.

## Ursprunglig betydelse
Lekstuga är ursprungligen en sammankomst för ungdomar och vuxna personer för lekar och dans. Särskilt vid jul ordnades lekstugor.
Trollens lekstuga omnämns av Sven Sederström i hans folksagouppteckning ”Den bergtagne jägaren”:
Nu satte han sig på en stol af sides från sällskapet, som höll sig tämlegen tellsammans fram i rummet, under dät di hoppade och dansade, siungde och skriade, stojade och gapade, aldeles som dät tell går i bond‑lekstugerna i Smålan.

## Modern betydelse
På 1800‐ och 1900‑talen kom lekstuga också att betyda en liten stuga avsedd för barn att leka i. Dörr och övriga inredningsdetaljer görs ofta i barnstorlek, vilket kan göra det obekvämt för en vuxen att vistas i, eller ens att komma in i, lekstugan. En lekstuga sätts oftast upp antingen i privata trädgårdar eller på lekplatser. För att bygga en lekstuga behövs i regel inget bygglov. I lekstugan leks ofta rollekar, till exempel Mamma pappa barn.